# 田川大樹
田川 大樹（たがわ ひろき、1992年9月11日 - ）は、日本の俳優、タレント。福島県福島市出身。石原プロモーション所属を経て、2021年よりビーラパンへ所属。

## 人物・来歴
- 福島県福島市出身。身長186cm。血液型AB型。
- 山形大学地域教育文化学部卒業。[4]
- 中学校・高等学校第一種教員免許（美術）、乗馬技能認定証、Surat Izin Mengemudiを所持。[5]
- 特技はピアノ、乗馬、ダンス、マジック、殺陣（カンフー・組手）、杖術、居合道、空手。趣味は絵を描くこと、カメラ、料理、ゲーム。[5]
- 2016年、石原プロ次世代スター発掘オーディションにて応募総数1万5,218名の中からファイナリストに選ばれる。[6]これをきっかけに石原プロモーションNEXT GENERATIONとして同事務所に所属。
- 2017年、舞台『弱虫ペダル』 新インターハイ篇～スタートライン～でデビュー。舞台を中心に活動する。
- 石原プロモーション解散後、2021年5月8日にビーラパンへの所属を発表。[7]

## 出演作品

### テレビドラマ
- 恋です!〜ヤンキー君と白杖ガール〜（2021年10月6日 - 12月15日、日本テレビ）BBバーガー店員[5]
- しもべえ（2022年1月7日 - 3月25日、NHK総合）演歌歌手役ポスター[8][5]

### 舞台
- 舞台『弱虫ペダル』 新インターハイ篇〜スタートライン〜（大阪公演：2017年2月25日 - 26日、オリックス劇場 / 東京公演：2017年3月4日 - 12日、TOKYO DOME CITY HALL）古賀公貴 役[9] [10]
- 河童村ブルース（2017年5月3日 - 7日、赤羽会館）イェン 役[11] [12]
- 舞台「劇団シャイニング from うたの☆プリンスさまっ♪『マスカレイドミラージュ』」（東京公演：2017年9月28日 - 10月1日、AiiA Theater Tokyo / 神戸公演：2017年10月5日 - 10月8日、新神戸オリエンタル劇場）シーノ 役[13]
- SOLID STAR プロデュースvol.12「ハッピーマーケット！」（2017年11月22日 - 26日、全労済ホール スペース・ゼロ）多田啓 役[14] [15]
- 舞台「真・三國無双 官渡の戦い」（東京公演：2018年4月26日 - 5月1日、全労済ホール スペース・ゼロ /大阪公演：2018年5月5日 - 6日、サンケイホールブリーゼ）張遼 役[16]
- SOLID STAR プロデュースvol.15「明るいお葬式 ～るんるんは2度死ぬ～」（2018年9月12日 - 17日、俳優座劇場）Zen-Chin 役[17][18]
- SOLID STAR プロデュースvol.16「熱血硬派くにおくん 乱闘演舞編」SOLID STAR プロデュース vol.16（2018年11月21 - 25日、全労済ホール スペース・ゼロ）むらさき 役
- SOLID STAR プロデュースvol.17「ハッピーマーケット！！」（2019年6月19日 - 23日、こくみん共済 coopホール スペース・ゼロ）多田啓 役[19]
- XFLAG × 氣志團 MONST Rock ‘n’ Roll High School（2019年7月13日 - 14日、幕張メッセ）マグ 役[20]
- MONST HIGH SCHOOL 爆絶B組 究極の選択（2020年10月3日 - 4日、オンライン開催）マグ役[21][22]

### イベント
- 舞台『弱虫ペダル』 新インターハイ篇〜スタートライン〜 東京公演直前スペシャルイベント（2017年2月28日、東京シーサイドフェスティバルホール）[23]
- 舞台『弱虫ペダル』 新インターハイ篇〜スタートライン〜 Blu-ray&DVD発売イベント（2017年9月8日、TFT HALL1000）[24]
- 舞台「劇団シャイニング from うたの☆プリンスさまっ♪『マスカレイドミラージュ』」DVD＆Blu-ray発売記念イベント（2018年2月10日、ニッショーホール）[25]
- 舞台「劇団シャイニング from うたの☆プリンスさまっ♪『 SHINING REVUE』」（5月26日 - 27日、6月2日、日本青年館ホール）シーノ 役

- 舞台「劇団シャイニング from うたの☆プリンスさまっ♪ 『マスカレイドミラージュ』」上映会・上映後トークショー（2018年5月31日、日本青年館ホール）[28]

- XFLAG PARK
  - XFLAG PARK 2019（2019年7月13日 - 14日、幕張メッセ）マグ 役[29]
  - XFLAG PARK 2020（2020年10月3日 - 4日、オンライン開催）マグ 役[30]

### テレビ番組
- 石原軍団ジュニアwith裕次郎ヒットソング（2017年3月25日、チャンネル銀河）[31]
- 2.5次元ナビ！第7回／舞台「劇団シャイニング from うたの☆プリンスさまっ♪『マスカレイドミラージュ』」稽古場レポート（2018年10月20日、日テレプラス）[32]

### WEB
- ニチレイ「冷やし中華」WEB動画 ロングver（2022年）[33][34]

### 書籍
- 舞台「劇団シャイニング from うたの☆プリンスさまっ♪ 『マスカレイドミラージュ』」OFFICIAL VISUAL BOOK（2018年2月2日、spoon.2Di編集部） ISBN 978-4-04-898306-8 [35]

### 雑誌・ムック
- FLIX2017年6月号／『marvel男子』（2017年4月21日、ビジネス社）[36]
- spoon.2Di vol.29／舞台「劇団シャイニング from うたの☆プリンスさまっ♪ 『マスカレイドミラージュ』」（2017年8月31日、KADOKAWA）ISBN 978-4-04-898312-9 [37]

### モデル
- パレスへいあん（2011年 -）- 新郎モデル[5]

### ファッションショー
- 仙台コレクション2014（2014年9月23日、ぶらんど～む一番町）[38]
- 東北ドリームコレクション2016（2016年10月22日、ゼビオアリーナ仙台）[39]

## 作品

### CD
| 発売日        | 商品名 | タイトル                                    | 歌 |
| ------------- | --- | ------------------------------------------- | --- |
| 2018年4月27日 | 舞台「劇団シャイニング from うたの☆プリンスさまっ♪『マスカレイドミラージュ』」オリジナルサウンドトラック&レビューソングコレクション | Welcome to Masquerade!～儚き愛の調べ～      | レイジー（染谷俊之）、シーノ（田川大樹）、アインザッツ（太田基裕） |
| 2018年4月27日 | 舞台「劇団シャイニング from うたの☆プリンスさまっ♪『マスカレイドミラージュ』」オリジナルサウンドトラック&レビューソングコレクション | One and only...Two of Us                    | レイジー（染谷俊之）、シーノ（田川大樹） |
| 2018年4月27日 | 舞台「劇団シャイニング from うたの☆プリンスさまっ♪『マスカレイドミラージュ』」オリジナルサウンドトラック&レビューソングコレクション | マスカレイドミラージュ〜愛の調べ 2017ver.〜 | レイジー（染谷俊之）、シーノ（田川大樹）。アインザッツ（太田基裕） |
| 2018年6月22日 | 劇団シャイニング from うたの☆プリンスさまっ♪『SHINING REVUE』レビューソングコレクション                                             | Nobody Knows                                | レイジー(染谷俊之)、シーノ(田川大樹)、アインザッツ(太田基裕) |
| 2018年6月22日 | 劇団シャイニング from うたの☆プリンスさまっ♪『SHINING REVUE』レビューソングコレクション                                             | SHINING LOVE～感謝と愛を～                  | 音也衛門(小澤廉)、真影(和田雅成）、翔ノ助(植田圭輔)、セシル丸(横井翔二郎)、レイジー(染谷俊之)、シーノ(田川大樹)、アインザッツ(太田基裕)、TOKI(松村龍之介)、REN(高本学)、RAN(小波津亜廉)、CAMUS(菊池修司） |